# Gas licuado del petróleo
El gas licuado del petróleo (GLP) es la mezcla de gases licuados presentes en el gas natural o disueltos en el petróleo. Lleva consigo procesos físicos y químicos, por ejemplo el uso de metano. Los componentes del GLP, aunque a temperatura y presión ambientales son gases, son fáciles de licuar; de ahí su nombre. En la práctica, se puede decir que el GLP es una mezcla de propano y butano.
El propano y el butano están presentes en el petróleo crudo y en el gas natural, aunque una parte se obtiene durante el refinado del petróleo, sobre todo como subproducto de la destilación fraccionada catalítica (FCC, por las siglas en inglés de Fluid Catalytic Cracking).

## Seguridad y fugas de gas
El gas licuado del petróleo (GLP) puede aparecer en forma de gas en diversas fases de su cadena de uso, por lo que requiere las medidas de seguridad oportunas en caso de fuga de gas.
Los escapes de un gas inflamable fuera de la estructura que lo contiene son peligrosos, pues ese gas podría producir una grave deflagración al entrar en contacto con una llama. No fumar ni hacer aparecer llamas en el momento de llenar depósitos con ellos.

## GLP en refinerías
Se inicia cuando el petróleo crudo procedente de los pozos petroleros llega a una refinación primaria, donde se obtienen diferentes destilados, entre los cuales están el gas húmedo, las naftas o gasolinas, el queroseno, los gasóleos atmosféricos o diésel y los gasóleos de vacío.
Estos últimos (gasóleos de vacío) son la materia prima para la producción de gasolinas en los procesos de craqueo catalítico. El proceso se inicia cuando estos se llevan a una planta FCC y, mediante un reactor primario a base de un catalizador a alta temperatura, se obtiene el GLP, las gasolinas y otros productos más pesados. Esa mezcla luego se separa en trenes de destilación.

## GLP de gas natural
El gas natural de propano y de butano pueden extraerse mediante procesos que consisten en la reducción de la temperatura del gas hasta que estos componentes y otros más pesados se condensen. Los procesos usan refrigeración o turboexpansores para lograr temperaturas menores de -40 °C, necesarias para recuperar el propano. Subsecuentemente, estos líquidos se someten a un proceso de purificación usando trenes de destilación para producir propano y butano líquido o directamente GLP.

## Comercialización
En Europa, estos gases se comercializan por separado, aunque en realidad siempre es una mezcla de los dos en la que domina el gas que da el nombre. Normalmente, el butano se distribuye en bombonas y el propano a granel para abastecer depósitos situados en el terreno (enterrados o no), aunque también se vende en bombonas y cilindros.
Los GLP se caracterizan por tener un poder calorífico alto y una densidad mayor que la del aire.
En la Directiva 2014/94/UE del Parlamento y el Consejo Europeo, tanto el gas licuado de petróleo (GLP) como el gas natural comprimido (GNC) se consideran los principales combustibles alternativos. Estos podrían llegar a un futuro a sustituir al petróleo como combustible. También son una solución más inmediata y económica frente a otras posibles energías como son los biocarburantes y la electricidad.

## Usos
Los usos principales del GLP son los siguientes:
- Obtención de olefinas,[4][5] que se utilizan para producir numerosos productos como ácido acrílico[6][7] y entre ellos, la mayoría de los plásticos.
- Combustible para automóviles, una de cuyas variantes es el autogás.
- Combustible de refinería.
- Combustible doméstico (mediante garrafas o bombonas, depósitos estacionarios o redes de distribución; se le agrega mercaptán para detectar posibles fugas por medio del olor).[8]
- Procesos industriales, calentar y secar productos agrícolas.
- Combustible para generación eléctrica.
- Combustible de nuevos barcos militares y de transporte.

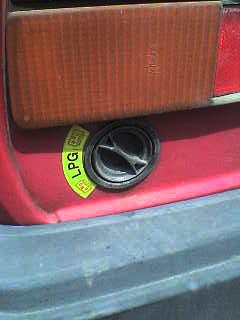
Conector de llenado de GLP en un coche.